# DORIS (Teilchenbeschleuniger)

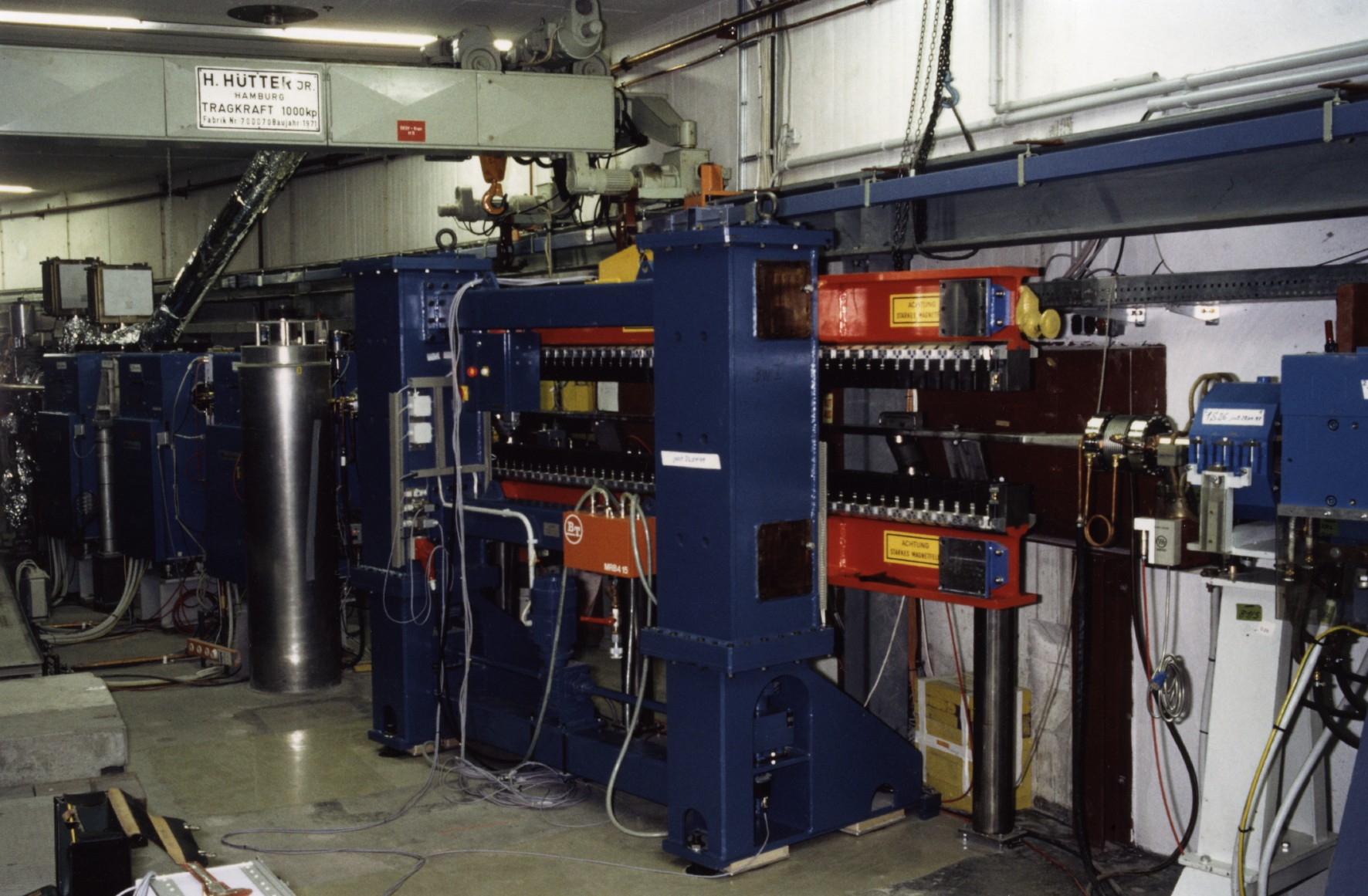
Der DORIS-Speicherring bei DESY mit Spezialmagneten (Wigglern) zur Erzeugung von Synchrotronstrahlung

Der Teilchenbeschleuniger DORIS (Doppel-Ring-Speicher) war der zweite Ringbeschleuniger und der erste Speicherring des Forschungszentrums DESY in Hamburg. Die Anlage war von 1974 bis Anfang 2013 in Betrieb.
DORIS wurde von 1969 bis 1974 gebaut, der Umfang betrug 289 m. Ursprünglich als Elektron-Positron-Speicherring entwickelt, konnten in DORIS erstmals Colliding-Beam-Experimente zwischen Elektronen und ihren Antiteilchen, den Positronen, bei Energien von 3,5 GeV pro Teilchenstrahl durchgeführt werden. 1978 wurde die Energie der Strahlen auf 5,6 GeV angehoben. DORIS wurde bis 1992 für die Teilchenphysikforschung genutzt, bis 2012 für die Forschung mit Synchrotronstrahlung.

## Teilchenphysik

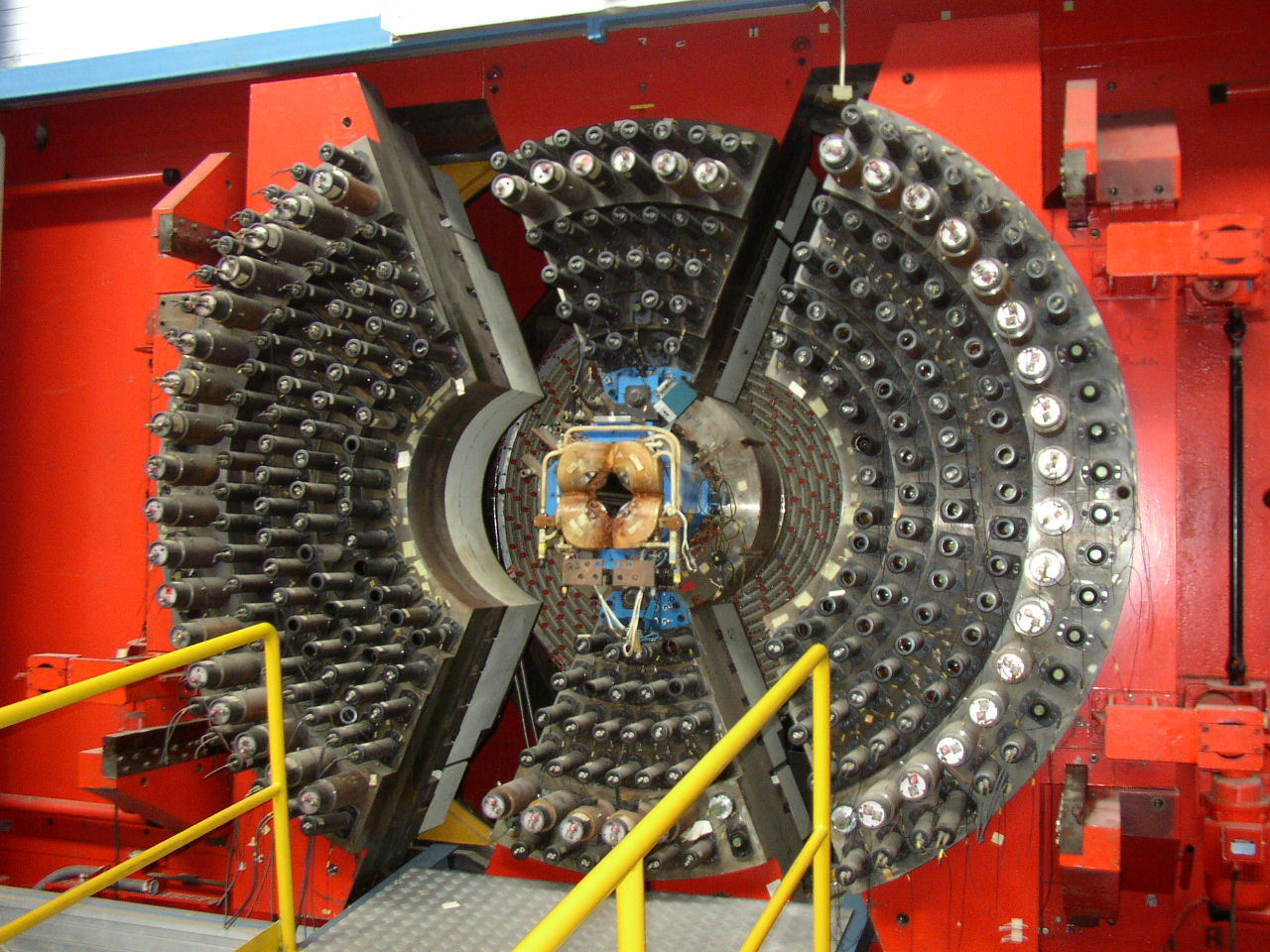
Nahaufnahme des ARGUS-Detektors am DORIS-Speicherring. Verschiedene Komponenten gruppieren sich zwiebelschalenartig um die innere Spurkammer.

Die Elektron-Positron-Kollisionsexperimente an DORIS trugen wesentliche Erkenntnisse zum Aufbau des damals noch jungen Standardmodells der Teilchenphysik bei. Durch die Beobachtung angeregter Charmonium-Zustände leisteten sie 1975 einen wichtigen Beitrag für den Nachweis schwerer Quarks. 1978 konnten die DORIS-Experimente zeigen, dass die elektrische Ladung des kurz zuvor entdeckten Bottom-Quarks einem Drittel der Elektronenladung entspricht. Ferner trugen sie zur Entdeckung des Tau-Leptons bei und fanden anhand der Zerfallsmechanismen eines bestimmten, ausschließlich aus Bottom-Quarks bestehenden Teilchens einen ersten Hinweis auf die Existenz von Gluonen. Den endgültigen Beweis, dass Gluonen tatsächlich existieren, lieferte kurze Zeit später der größere DESY-Speicherring PETRA.
1987 wurde in den Elektron-Positron-Kollisionen im ARGUS-Detektor (ursprünglich „A Russian-German-United States-Swedish Collaboration“) zum ersten Mal die Umwandlung eines B-Mesons in sein Antiteilchen, ein Anti-B-Meson, beobachtet und damit erstmals ein Prozess nachgewiesen, bei dem sich Materie und Antimaterie unterschiedlich verhalten. Aus dieser großen Mischung von B-Mesonen ließ sich schließen, dass sich das zweitschwerste Quark – das Bottom-Quark – unter bestimmten Bedingungen in ein anderes Quark umwandeln kann. Des Weiteren folgte aus der Beobachtung, dass das noch nicht gefundene sechste Quark – das Top-Quark – eine sehr große Masse haben musste. Das Top-Quark wurde schließlich 1995 am Fermilab in den USA erstmals nachgewiesen.

## Forschung mit Synchrotronstrahlung im HASYLAB

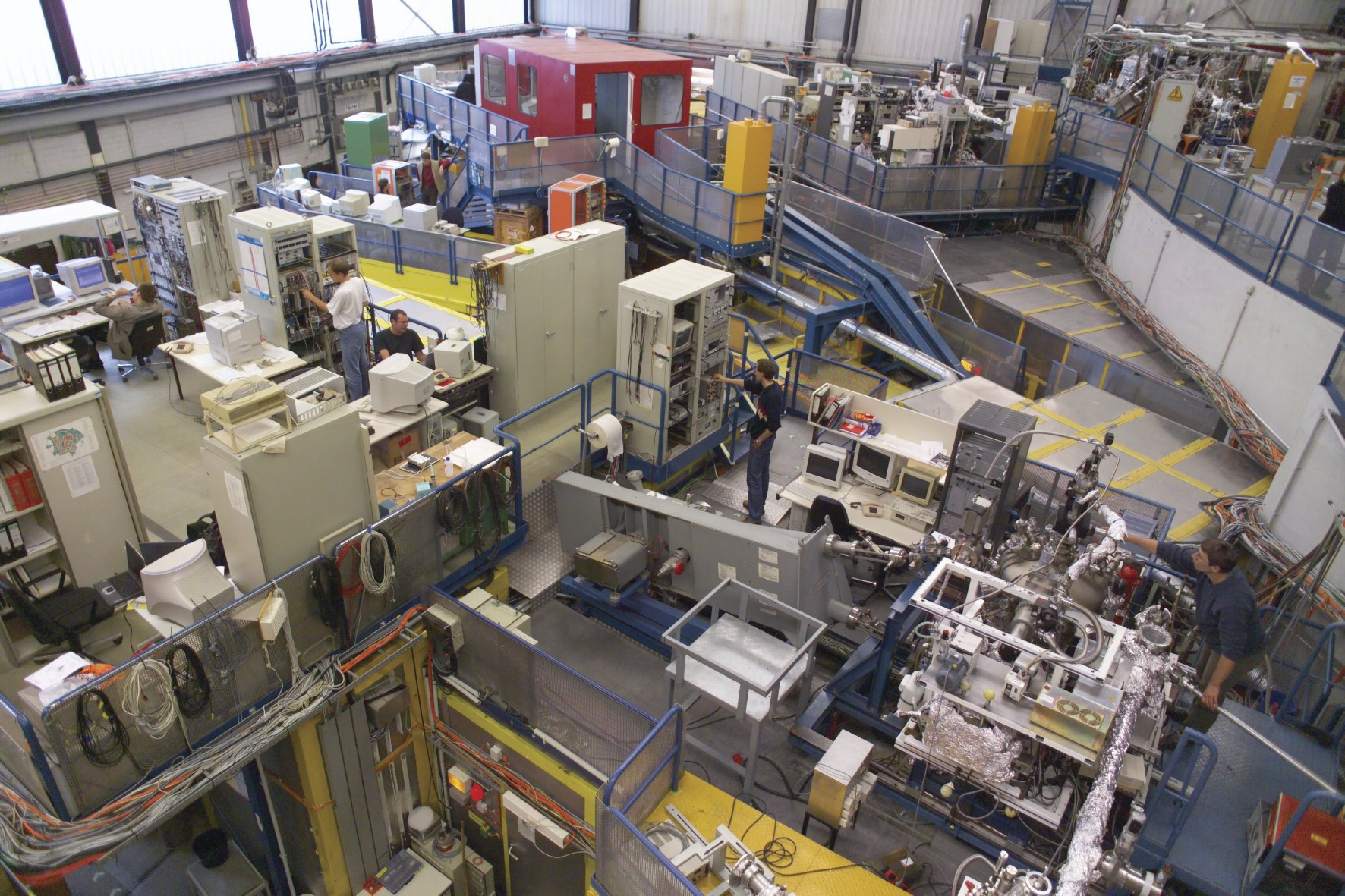
Blick über die Messplätze in der Experimentierhalle von HASYLAB am DORIS-Speicherring

Mit der Gründung des Hamburger Synchrotronstrahlungslabors HASYLAB im Jahr 1980 wurde die ursprünglich von DORIS als Nebenprodukt erzeugte Synchrotronstrahlung auch für die Forschung genutzt. Stand anfangs nur ein Drittel der Betriebszeit von DORIS für die Forschung mit Synchrotronstrahlung zur Verfügung, diente der Speicherring von 1993 bis 2012 unter dem Namen DORIS III ausschließlich als Strahlungsquelle für HASYLAB. Im Gegensatz zu anderen Synchrotronstrahlungsquellen wurde DORIS III dazu mit Positronen statt mit Elektronen betrieben – eine technische Besonderheit, die eine deutliche Erhöhung der Strahllebensdauer mit sich brachte.
Um eine intensivere und besser steuerbare Synchrotronstrahlung zu erhalten, wurde DORIS ab 1984 mit Wigglern und Undulatoren bestückt. Über eine spezielle Magnetanordnung konnten nun die beschleunigten Elektronen auf einen Slalomkurs gebracht werden. Dadurch wurde die Intensität der ausgesandten Synchrotronstrahlung im Vergleich zu herkömmlichen Speicherringsystemen um mehrere Größenordnungen gesteigert.
Die von DORIS erzeugte Synchrotronstrahlung wurde von Forschungsgruppen aus aller Welt für Untersuchungen in Bereichen wie Physik, Chemie, Biologie, Medizin, Lebenswissenschaften, Geowissenschaften, Materialforschung und dem Studium von Kulturgütern genutzt. Beispielsweise führte die israelische Biochemikerin Ada Yonath (Nobelpreis für Chemie 2009) von 1986 bis 2004 an DORIS grundlegende Experimente durch, die zur Entschlüsselung des Ribosoms führten. 2012 standen an DORIS III 36 Strahlführungen mit 45 im Wechsel betriebenen Instrumenten zur Verfügung.
Über zwei Jahrzehnte gehörte DORIS zu den fünf stärksten Synchrotronstrahlungsquellen der Welt und war zugleich die stärkste Röntgenquelle Europas. Am 22. Oktober 2012 endete die Forschung mit Synchrotronstrahlung am Speicherring. Bis zum 2. Januar 2013 lief noch das Teilchenphysikexperiment OLYMPUS, bevor DORIS nach fast 40 Jahren Betriebszeit abgeschaltet wurde. Mit der Abschaltung von DORIS wurde der Name HASYLAB aufgegeben, die Nutzung der Photonenquellen von DESY erfolgt seither im Forschungsbereich Forschung mit Photonen (Photon Science).
Das ehemalige DORIS-Gebäude beherbergt heute den SINBAD-Beschleunigerkomplex mit verschiedenen Infrastrukturen zur Beschleunigerforschung und -entwicklung.